# Камачо, Вашингтон
Вашингтон Фернандо Камачо Мартинес (исп. Washington Fernando Camacho Martínez; род. 8 апреля 1986, Пасо-де-лос-Торос) — уругвайский футболист, игравший на позиции полузащитника.

## Биография
Вашингтон Камачо начинал карьеру футболиста в уругвайском клубе «Рентистас». Затем он сменил ещё ряд уругвайских команд: «Белья Виста», «Хувентуд Лас-Пьедрас», «Эль Танке Сислей», и «Серро».
В середине 2012 года Камачо перешёл в аргентинский «Годой-Крус». 19 августа 2012 года полузащитник дебютировал в аргентинской Примере, выйдя на замену в самой концовке домашнего матча с командой «Атлетико Рафаэла». Спустя год он перешёл в другой аргентинский клуб «Дефенса и Хустисия», выступавший тогда в Примере B Насьональ. По итогам сезона 2013/2014 команда добилась выхода в Примеру.
В конце января 2015 года Камачо стал футболистом «Расинга» из Авельянеды, в середине июля 2016 года он был отдан в аренду аргентинскому клубу «Росарио Сентраль», с которым в середине 2017 года подписал полноценный контракт.
В 2019 году выступал за мексиканскую «Тихуану», после чего вернулся в «Дефенсу и Хустисию». 23 января 2021 года вместе со своей командой завоевал Южноамериканский кубок 2020. Уругваец вышел на замену во втором тайме и на второй компенсированной минуте забил третий гол «Дефенсы» в ворота «Лануса» (итоговый счёт — 3:0).

## Титулы и достижения
- Обладатель Кубка Аргентины (1): 2017/18
- Финалист Кубка Аргентины (1): 2015/16
- Обладатель Южноамериканского кубка (1): 2020